# درويش نزال
درويش نزال (1938–2000) هو طبيب فلسطيني أنهى المرحلة المدرسية في قلقيلية. التحق بجامعة عين شمس في مصر، حيث درس الطب وتخرج منها عام 1964. سافرإلى أمريكا وعمل في المجلس الأمريكي للطب الباطني من عام 1967-1972. عاد بعدها إلى أرض الوطن وعمل رئيساً للطب الباطني وجراحة القلب في مستشفى المقاصد في القدس منذ عام 1972م.

## خبراته العملية
شغل نزال عدة وظائف خلال فترة حياته منها:
- طبيب في الكويت لمدة عامين.
- عضو في المجلس الإمريكي للطب الداخلي (1967- 1972).
- رئيس قسم الطب الداخلي والقلب في مستشفى المقاصد بالقدس عام 1972.
- فتح عيادة خاصة في رام الله.
- رئيس قسم الطب الداخلي في مستشفى المقاصد من عام 1986.
- رئيس مجلس أمناء جامعة بيرزيت منذ عام 1988.
- رئيس اللجنة العلمية الطبية منذ عام 1991.

## وفاته
في 28 فبراير 2000 توفي نزال بعد مرض عضال، وفي عام 2009 تم افتتاح المستشفى الحكومي الجديد في قلقيلية، وأُطلق عليه اسم مستشفى الدكتور درويش نزال، تكريماً له، وتخليداً لذكراه الطيبة، وتفانيه في خدمة أبناء بلده.